# مهدي رحيمي
مهدي رحيمي (2 مايو 1999 بأصفهان في إيران - ) هو لاعب كرة قدم إيراني في مركز قلب الدفاع.

## وصلات خارجية
- مهدي رحيمي على موقع قاعدة بيانات كرة القدم.إي يو (الإنجليزية)
- مهدي رحيمي على موقع Soccerway.com (الإنجليزية)